# Селтербі-уртаташ
Селтербі́-уртата́ш (рос. Селтерби-уртаташ, башк. Селтәрби-урта-таш) — урочище, ботанічна пам'ятка природи (1985).

## Географія
Пам'ятка природи розташована на східній околиці села Макарово Ішимбайського району Башкортостану. Знаходиться на правому березі річки Сікася, притоці Зігана, в межах Ішимбайського заказника.

## Історія
Резерват був утворений 26 грудня 1985 року Постановою Ради міністрів Башкирської АРСР «Про охорону дикорослих видів рослин на території Башкирської АРСР».

## Біоценоз
Являє собою ділянку стрімкого кам'янистого корінного берега річки Сікася з висотою 40 м над рівнем річки. Ландшафти представлені широколистими степовими лісами, що складаються з берези бородавчастої, у поєднанні з післялісовими луками на гірських сірих лісових та дерново-підзолистих ґрунтах. Зростає орляк звичайний, полин сантолинолистий, шиверекія північна. В основі схилу міститься джерело Аллагуат.